# Anastatus fulloi
Anastatus fulloi är en stekelart som beskrevs av Mao-Ling Sheng och Wang 1997. Anastatus fulloi ingår i släktet Anastatus och familjen hoppglanssteklar. Inga underarter finns listade i Catalogue of Life.